# Szalona Przełęcz
Szalona Przełęcz (niem. Fleischbanksattel, słow. Sedlo pod Hlúpym, węg. Bolond-nyereg) – szeroka trawiasta przełęcz położona na wysokości 1933 m w grani głównej Tatr Bielskich na Słowacji.
Przełęcz ta oddziela od siebie trzeci i czwarty co do wysokości szczyt Tatr Bielskich. Na zachodzie graniczy z Szalonym Wierchem (Hlúpy), leżącym w grani głównej Tatr, na wschodzie zaś na przełęcz opada masyw Jatek, zakończony najwyższym jego punktem, szczytem Zadnich Jatek (Zadné Jatky). Szalona Przełęcz rozdziela Dolinę Szeroką Bielską (górną odnogę Doliny do Regli) na północy oraz Doliny Przednich Koperszadów na południu.
Na południe, do Doliny Przednich Koperszadów z przełęczy opada trawiasty, średnio stromy stok z płytką depresją. Dopiero kilkaset metrów niżej przekształca się ona w Szalony Żleb opadający na Bielską Rówień. Zbocze opadające na północną stronę do Szalonego Kotła jest bardziej strome i trawiasto-skaliste. Przejście przez Szaloną Przełęcz nigdy nie było wykorzystywane jako przejście z północnej na południową stronę Tatr Bielskich. Popularna natomiast była prowadząca przez przełęcz ścieżka Magistrali Tatrzańskiej. Została zamknięta w 1978 roku.
Tuż nad przełęczą na wschodniej grani Szalonego Wierchu pod koniec II wojny światowej Niemcy wykuli w skale bunkier. Był on elementem systemu obronnego przed atakiem wojsk radzieckich od strony Doliny Kieżmarskiej. Z Jaworzyny Tatrzańskiej poprzez Zadnie Koperszady doprowadzili do niego na słupach linię telefoniczną. Bunkier nie przydał się, nie doszło bowiem do walk w tym miejscu.

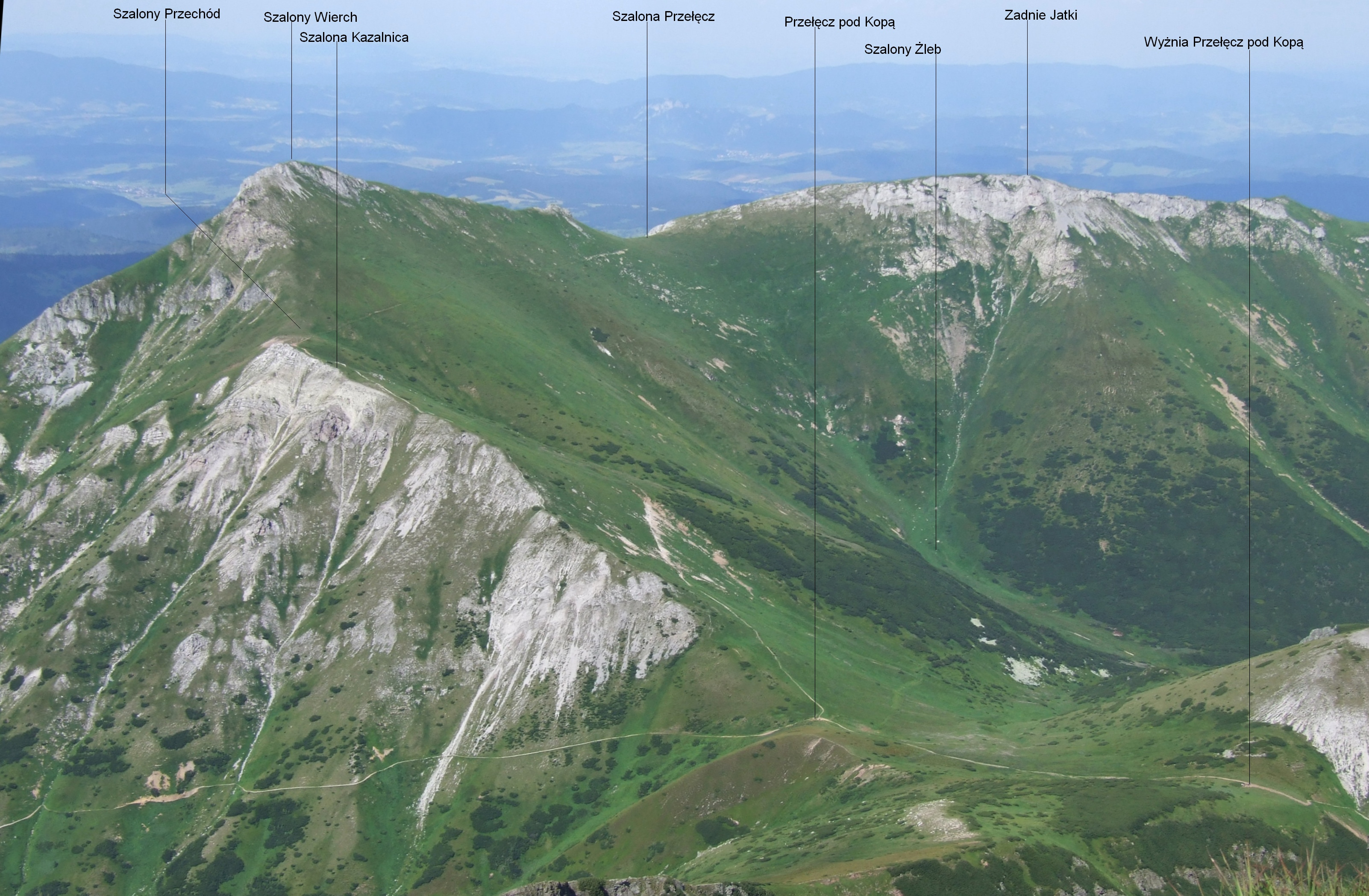
Widok z Jagnięcego Szczytu
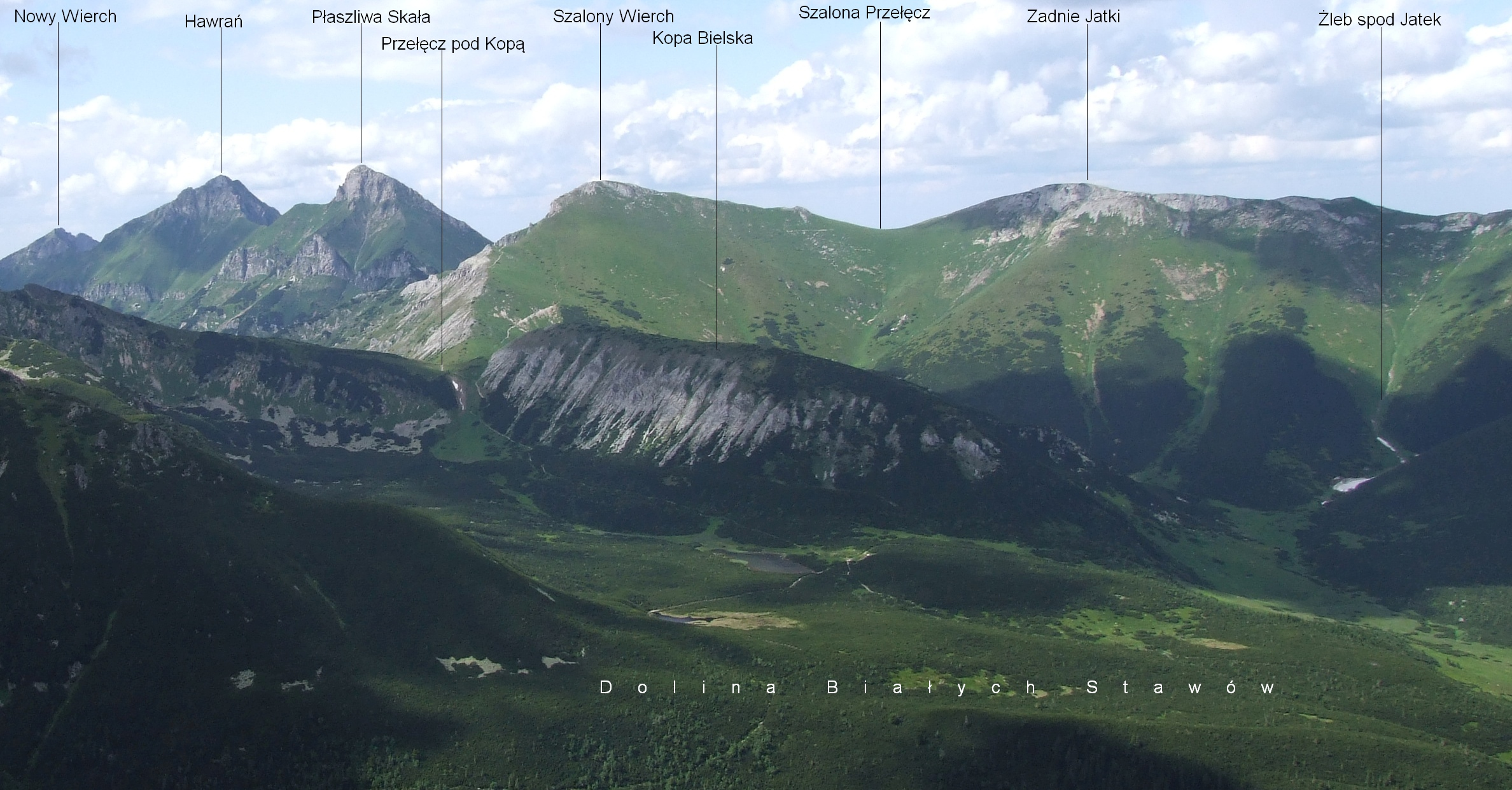
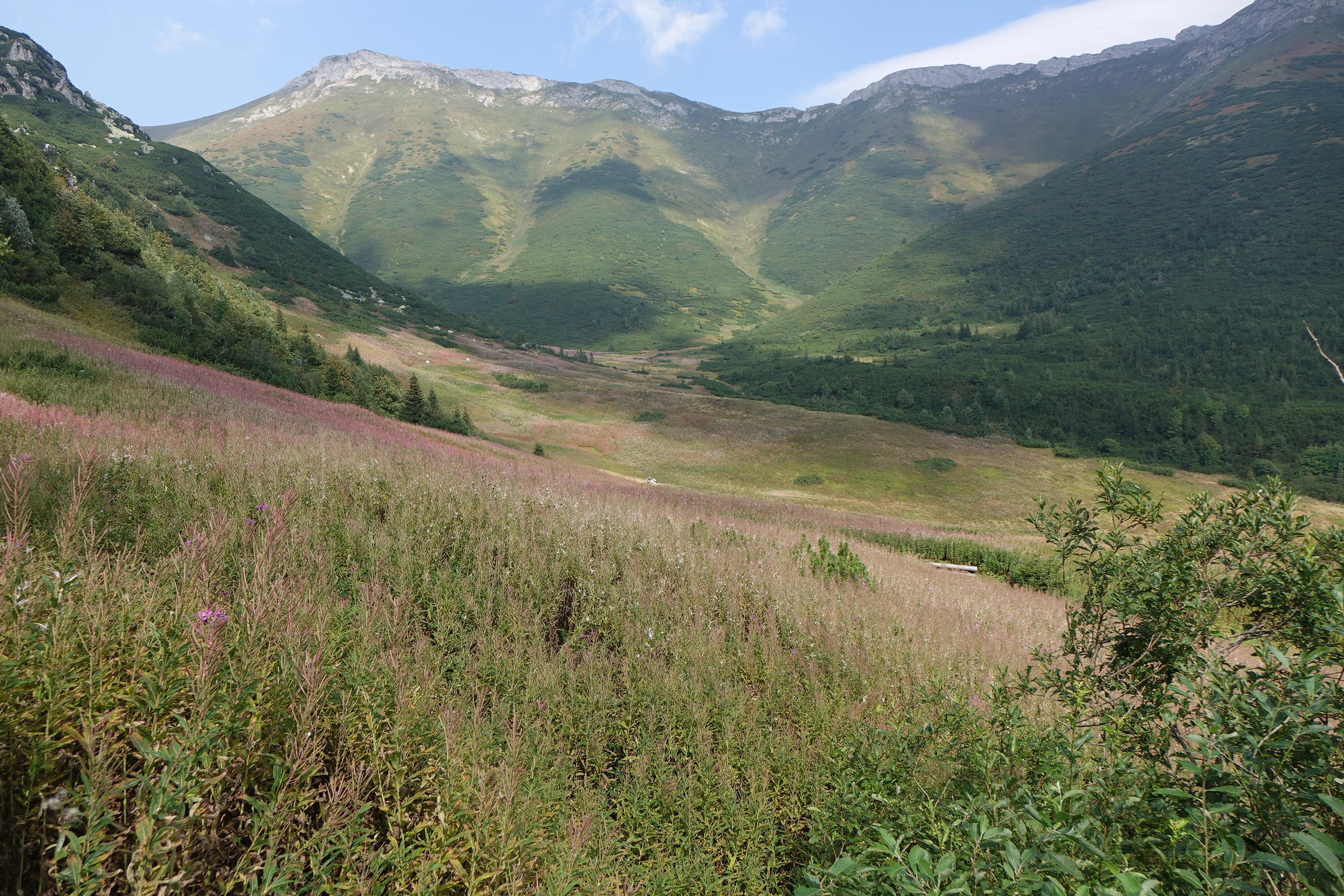
Widok z Bielskiej Równi